# Diferenciació sexual en humans
La diferenciació sexual en humans és el procés de desenvolupament de les diferències de sexe en humans. El sexe en humans es determina a partir de tres elements, els cromosomes, les gònades i els nivells hormonals.
Com en la gran majoria de mamífers, els humans tenen un sistema de determinació del sexe genètic del tipus XY. Així doncs, els cromosomes sexuals es determinen en la fecundació. Habitualment, els òvuls tenen un sol cromosoma X, mentre que els espermatozous tenen un sol cromosoma Y o X. Per tant, l'espermatozou és el que determina el sexe del zigot. Si la combinació resultant és XX, el desenvolupament fetal portarà a un cos femení, mentre que si el resultat és XY, el desenvolupament serà masculí.
Les gònades es desenvolupen sis mesos després de la fecundació com a resposta als senyals genètics. Es formen ovaris en cossos femenins i testicles en cossos masculins. Una vegada desenvolupades les gònades aquestes secreten hormones, els estrògens i andrògens. Els nivells de cada hormona són diferents segons el sexe. Les femelles produeixen més estrògens i els mascles més andrògens. A mesura que el fetus es desenvolupa, les hormones sexuals impulsen la creació de les estructures internes i externes dels aparells sexuals.
Tot i que la diferenciació sexual dels cossos és en la majoria de casos tal com s'ha descrit, existeixen nombroses variacions que presenten característiques d'ambdós sexes, les anomenades intersexualitats. Es tracta d'una fracció significativa de la població, ja que representa el 1,7 % dels naixements. Tanmateix, el percentatge de persones intersexuals passa a ser un 0,018 % si es tenen en compte només les condicions en les quals el cromosoma sexual no es correspon amb el fenotip, o quan el fenotip no es pot classificar com a mascle o femella.